# Cimitero di Rock Creek
Il cimitero di Rock Creek (Rock Creek Cemetery in lingua inglese) è un cimitero statunitense che si estende per 3,5 ettari fra la Creek Church Road, NW, e la Webster Street, NW, a Washington, nelle vicinanze del Michigan Park. Esso è anche sede del President Lincoln and Soldiers’ Home National Monument, dell'United States Soldiers' and Airmen's Home National Cemetery e della Conferenza interconfessionale della metropoli di Washington. Il 12 agosto 1977 il cimitero di Rock Creek è classificato nel Registro nazionale delle località storiche degli Stati Uniti come Rock Creek Church Yard and Cemetery.

## Storia
Istituito nel 1719 come cimitero annesso alla chiesa episcopale di San Paolo, parrocchia di Rock Creek, all'interno della sua glebe. Successivamente venne deciso il suo ampliamento allo scopo di farne un cimitero pubblico a disposizione della città di Washington, decisione che venne codificata da un Atto del Congresso nel 1840.

## Descrizione e funzioni
Il cimitero così ingrandito venne allestito nello stile di un giardino rurale affinché potesse fungere sia come cimitero che come parco pubblico. È un luogo sacro della Parrocchia di San Paolo della Chiesa Episcopale di Washington, con sezioni per la Chiesa Ortodossa Russa di San Giovanni e la Chiesa Ortodossa di San Nicola.
Il Cimitero di Rock Creek contiene numerosi mausolei, sculture e monumenti funebri e pietre tombali degne di menzione.
La più nota è la tomba di Marian Hooper Adams e del marito Henry Adams, opera dello scultore Augustus Saint-Gaudens e dell'architetto Stanford White, ove una figura bronzea di androgino siede in contemplazione di fronte ad un blocco di granito, scultura che talvolta viene erroneamente chiamata Grief (dolore).
Saint-Gaudens la intitolò The Mystery of the Hereafter and The Peace of God that Passeth Understanding (Il Mistero dell'Aldilà d della Pace di Dio che Oltrepassa la Comprensione).
Altri notevoli monumenti funebri sono il  Frederick Keep Monument, opera del 1920 in bronzo dello scultore James Earle Fraser, lo Heurich Mausoleum, lo Hitt Monument, lo Hardon Monument, il Kauffman Monument, noto come The Seven Ages o Memory (Le sette età, o  Memoria), lo Sherwood Mausoleum Door, e il Thompson-Harding Monument.

## Scultori, opere e anno di costruzione
- Gutzon Borglum, Rabboni-Ffoulke Memorial, 1909
- James Earle Fraser, Frederick Keep Monument, 1920
- Laura Gardin Fraser, Hitt Memorial,  1931
- William Ordway Partridge, Kauffmann Memorial, ovvero Seven Ages o Memory, 1897
- Brenda Putnam, Simon Memorial, 1917
- Vinnie Ream, Edwin B. Hay Monument, 1906
- Augustus Saint-Gaudens, Adams Memorial, 1890
- Mary Washburn, Waite Memorial, 1908
- Adolph Alexander Weinman, Spencer Memorial, dopo il 1919
- Sono presenti nel cimitero altre opere di scultori ignoti[5][6][7][8]

## Persone sepolte a Rock Creek

### A
- Cleveland Abbe, meteorologo statunitense(sezione M)
- John James Abert (1788–1863), Capo del Corpo degli Ingegneri Topografi
- Henry Brooks Adams, scrittore e storico statunitense, discendente di due presidenti USA. Tomba nota come Adams Memorial (sezione E)
- Clover Hooper Adams (1843–1885), moglie del precedente, fotografa. La sua tomba si trova anch'essa nell'  Adams Memorial (sezione E)
- Alice Warfield Allen (1869–1929), madre della Duchessa di Windsor, Wallis Simpson (sezione G)
- Doug Allison (1846–1916), giocatore statunitense di baseball
- Frank Crawford Armstrong (1835–1909), generale confederato
- James B. Aswell (1869–1931),  educatore e membro della Camera dei rappresentanti dal 1913 al 1931

### B

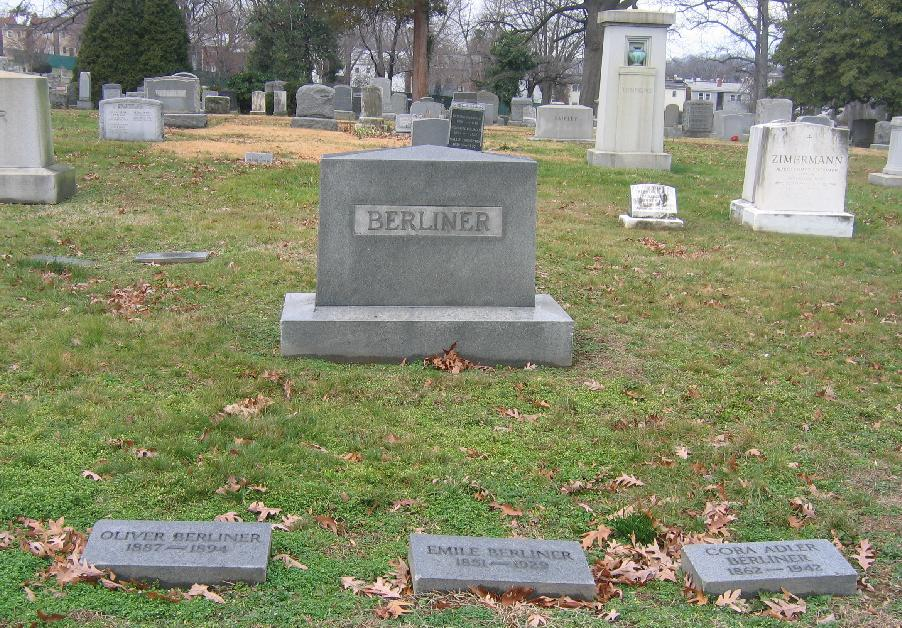
Tomba di Emile Berliner e altri membri della famiglia

- Abraham Baldwin (1754–1807), Senatore USA, avvocato, firmatario della Costituzione degli Stati Uniti d'America, primo presidente dell'Università della Georgia (sezione E)
- Alexander Melville Bell (1819–1905), insegnante scozzese ed inventore, padre di Alexander Graham Bell, Hubbard Bell Grossman Pillot Memorial (sezione A)
- Emile Berliner, inventore statunitense, di origine tedesca, del grammofono (sezione M)
- Montgomery Blair, ventesimo direttore generale delle poste degli Stati Uniti d'America (sezione A)
- Robert C. Buchanan (1811–1878), generale statunitense nella guerra messico-statunitense e durante la guerra di secessione americana (unionista)

### C
- Catherine Cate Coblentz (1897–1951), scrittrice e moglie di William Coblentz (sezione O)
- William Coblentz (1873–1962), fisico statunitense, pioniere della radiometria a raggi infrarossi e della spettroscopia (sezione O)

### D
- S. Wallace Dempsey (1862–1949), politico statunitense, esponente del Partito repubblicano
- Hubert Dilger (1836–1911), capitano di artiglieria nell'Esercito dell'Unione, insignito della medaglia d'onore
- Gerald A. Drew (1903–1970), ambasciatore statunitense ad Haiti ed in Bolivia

### E
- Matthew Gault Emery (1818–1901), sindaco di Washington, D.C., dal 1870 al 1871

### F
- Charles S. Fairfax (1829–1869), politico californiano originario della Virginia insignito del titolo nobiliare britannico di10º Lord Fairfax di Cameron
- Stephen Johnson Field (1816–1899), membro della Corte Suprema degli Stati Uniti d'America (sezione A)
- Peter Force (1790–1868), uomo politico statunitense, tenente durante guerra d'indipendenza americana e nella Guerra anglo-americana (1812), editore di giornali, archivista e storico, che fu il 12º sindaco di Washington e la cui biblioteca di documenti storici divenne la prima collezione per dimensioni della Biblioteca del Congresso (sezione B)
- Israel Moore Foster (1873–1950), membro repubblicano del Congresso
- Gustavus Fox (1821-1883), ufficiale della marina, politico e storico
- William H. French (1815–1881), maggior generale statunitense durante la guerra messico-statunitense e la guerra di secessione americana (unionista) (sezione B)

### G

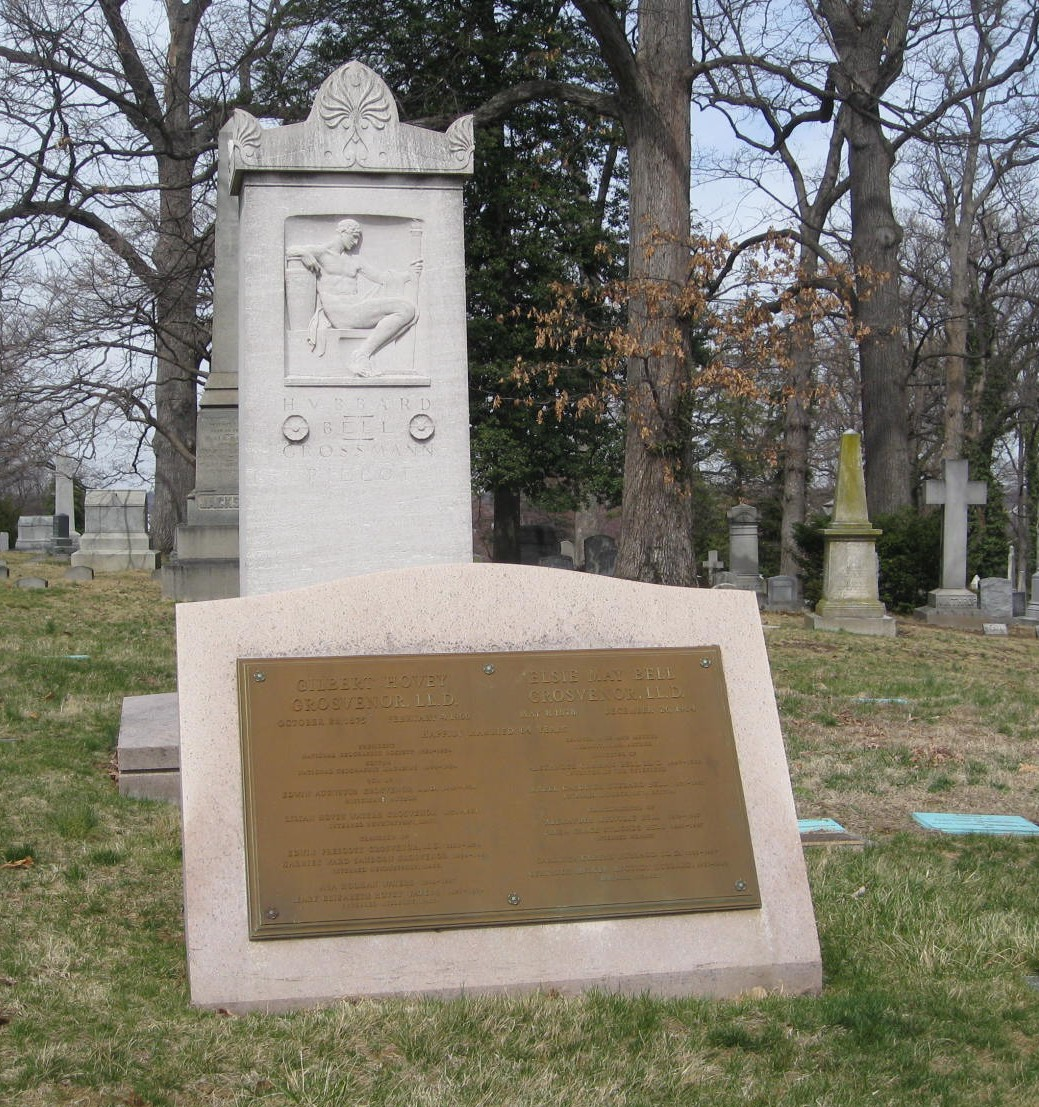
tomba di Gilbert Hovey Grosvenor

- Julius Garfinckel (1872–1936), commerciante statunitense, fondatore del dipartimento di Washington dei Grandi magazzini Garfinckel
- Gilbert Hovey Grosvenor (1875–1966), presidente della National Geographic Society;  Hubbard Bell Grossman Pillot Memorial (sezione A)

### H
- John Marshall Harlan (1833–1911), membro della Corte suprema degli Stati Uniti, noto come il Great dissenter  (Il grande dissenziente) per avere scritto l'unica opinione dissenziente nel caso Plessy v. Ferguson  (sezione R-11)
- Patricia Roberts Harris, ambasciatrice, prima donna americana di colore a far parte del Gabinetto presidenziale (sezione 20).
- George L. Harrison (1887–1958), banchiere, direttore di assicurazioni e consulente politico durante la seconda guerra mondiale.
- Frank Hatton, direttore generale delle Poste statunitensi ed editore del Washington Post. (sezione B)
- Christian Heurich (1842–1945), imprenditore statunitense di origine tedesca, fondatore del Birrificio Heurich (1871–1954), Heurich Mausoleum.
- William Henry Holmes (1846–1933), statunitense, esploratore, archeologo, antropologo, divulgatore scientifico, cartografo e geologo (sezione M)

### J
- Charles Francis Jenkins (1867–1934), pioniere statunitense della televisione (sezione 10)
- Nelson T. Johnson (1887–1954), ambasciatore statunitense
- James Kimbrough Jones (1839–1908), uomo politico statunitense

### K

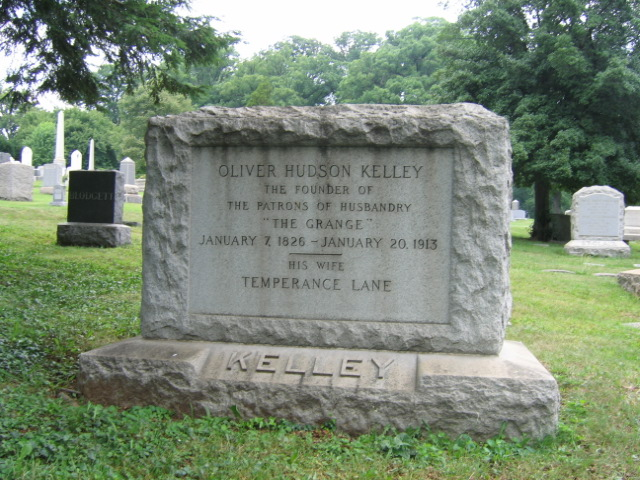
Tomba di Oliver Hudson Kelley

- Samuel H. Kauffmann (1829–1906), editore di giornali
- Oliver Hudson Kelley (1826–1913), fondatore dell'Order of the Patrons of Husbandry (The Grange) (sezione I)
- Sergei Kourdakov (1951–1973), ex agente del KGB e disertore dall'Unione Sovietica verso il Canada

### L
- Jane Lawton (1944–2007), membro del Partito democratico in Maryland
- George E. Lemon (?–1896), avvocato e fondatore del quotidiano National Tribune.
- Walter Lenox (1817–1874), sindaco di Washington dal 1850 al 1852
- Alice Roosevelt Longworth (1884–1980), icona del Partito Repubblicano, figlia di Theodore Roosevelt (sezione F)
- Paulina Longworth Sturm (1925–1957), figlia di Alice Roosevelt e di Nicholas Longworth, nipote di Theodore Roosevelt
- Anthony Francis Lucas (1855–1921), ingegnere di origine croata che diede inizio alle trivellazioni petrolifere in Texas

### M
- Anna Broom McCeney (1850–1903), madre dell'attrice di vaudeville La Belle Titcomb (Heloise McCeney)
- Hugh McCulloch (1808-1895), ministro statunitense del Tesoro (sezione B)
- George McGovern, candidato democratico alle elezioni presidenziali nel 1968 e senatore del Dakota del Sud (sezione O)
- Washington McLean (1816–1890), uomo d'affari, proprietario del quotidiano Cincinnati Enquirer
- John Gordon Mein (1913-1968), ambasciatore statunitense.

### N

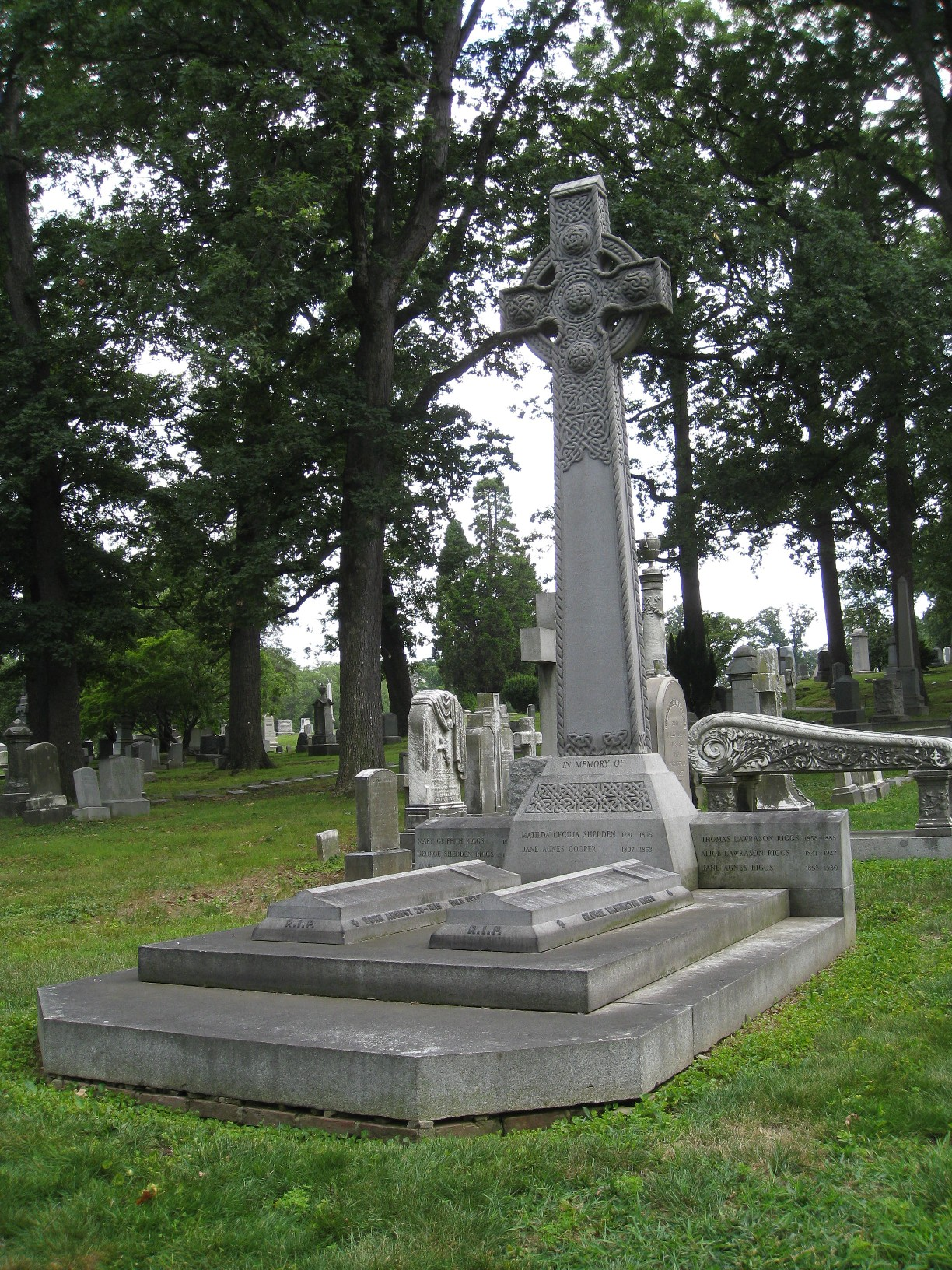
Tomba di George Washington Riggs

### P
- Thomas Nelson Page (1853-1922), avvocato e scrittore statunitense; ambasciatore in Italia (sezione L)
- William Paret (1826–1911), 6º vescovo episcopale del Maryland
- Rosalie Mackenzie Poe (1810–1874), sorella di Edgar Allan Poe (sezione D)
- Terence Powderly (1849–1924), a lungo capo degli Knights of Labor  (sezione I)
- Robert Prosky, attore statunitense di origine polacca  (sezione M)

### R
- John B. Raymond (1844–1886), politico statunitense
- Isidor Rayner (1850–1912), uomo politico democratico statunitense, membro del Senato
- George Washington Riggs (1813–1881), banchiere statunitense, fondatore della Riggs Bank (sezione D)
- Frederick Rodgers (1842–1917), vice ammiraglio della Marina degli Stati Uniti d'America
- Tim Russert (1950–2008), giornalista statunitense (sezione C)

### S

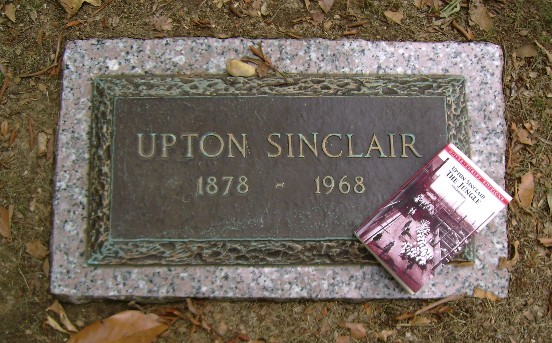
Tomba di Upton Sinclair

- Alexander Robey Shepherd (1835–1902), uomo politico statunitense, governatore del District of Columbia dal 1873 al 1874
- Thetus W. Sims (1852–1939), uomo politico statunitense
- Upton Sinclair, giornalista, scrittore ed uomo politico statunitense, vincitore del Premio Pulitzer per la narrativa nel 1943  (sezione 17)
- Ainsworth Rand Spofford (1825–1908), giornalista ed editore statunitense. Sesto bibliotecario del Congresso degli Stati Uniti d'America dal 1864 al 1897. (sezione E)
- Harlan Fiske Stone (1872–1946), Chief Justice degli Stati Uniti d'America (sezione A)

### T
- Thomas Weston Tipton (1817–1899), senatore statunitense per lo stato del Nebraska
- Ariadna Tyrkova-Williams (1869–1962), giornalista e scrittrice russa, trasferitasi prima in Gran Bretagna, ove visse dal 1920 al 1951, e poi negli Stati Uniti, ove visse dal 1951 fino alla morte.

### V

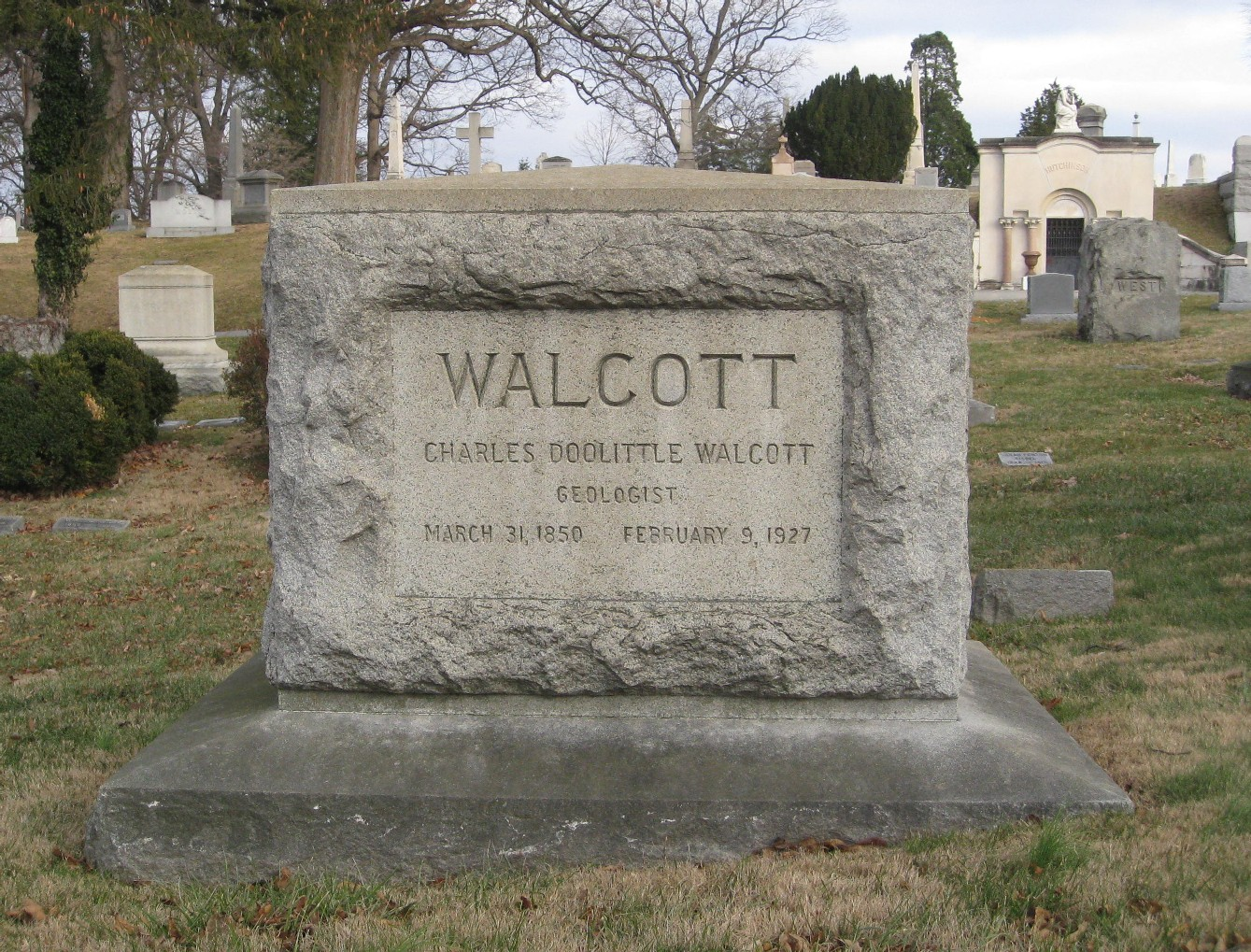
Tomba di Charles Doolottle Walcott

- Tran Van Chuong (1898–1986), ambasciatore sud-vietnamita negli Stati Uniti, nominato da Ngo Dinh Diem
- Willis Van Devanter (1859–1941), giudice della Corte Suprema degli Stati Uniti d'America (sezione R-11)
- Gore Vidal, scrittore, sceneggiatore, drammaturgo e saggista statunitense (sezione E)

### W
- Charles Doolittle Walcott, geologo e paleontologo statunitense, segretario della Smithsonian Institution (sezione L)
- Paul Warnke (1920–2001), diplomatico statunitense, assistente del segretario di Stato dal 1966 al 1969; negoziatore negli Accordi SALT e direttore dell'Agenzia per il controllo degli armamenti e per il disarmo durante la presidenza Clinton
- Sumner Welles (1892–1961), diplomatico statunitense, Sottosegretario di Stato dal 1937 al 1943 (sezione 8)
- Burton K. Wheeler (1882–1975), uomo politico statunitense del Partito Democratico e senatore (sezione 30)
- James Alexander Williamson (1829–1902), generale dell'Esercito unionista durante la guerra di secessione americana, decorato con medaglia d'onore
- Richard L. Wilson (1905–1981), giornalista statunitense
- William Windom (1827–1891), membro del Congresso, Senatore, segretario del Tesoro (sotto James A. Garfield e sotto William Henry Harrison) (sezione B)

### Y
- Helen Yakobson, (1913-2002), accademico e professore alla George Washington University.